# Nervous Man in a Four Dollar Room
"Nervous Man in a Four Dollar Room" is een aflevering van de Amerikaanse televisieserie The Twilight Zone. Het scenario van de aflevering werd geschreven door Rod Serling.

## Plot

### Opening
This is Mr. Jackie Rhoades, age thirty-four, and where some men leave a mark of their lives as a record of their fragmentary existence on Earth, this man leaves a blot, a dirty, discolored blemish to document a cheap and undistinguished sojourn amongst his betters. What you are about to watch in this room is a strange, mortal combat between a man and himself, for in just a moment Mr. Jackie Rhoades, whose life has been given over to fighting adversaries, will find his most formidable opponent in a cheap motel room that is, in reality, the outskirts of the Twilight Zone.
— Rod Serling

### Verhaal
Een onzekere en onsuccesvolle gangster genaamd Jackie zit in een goedkope, vieze hotelkamer te wachten op zijn baas George. George wil dat Jackie een barman uit de weg ruimt. Zo niet, dan zal George Jackie vermoorden. Zodra George vertrekt, komt Jackie in conflict met zijn geweten.
Om zijn zenuwen wat te kalmeren probeert Jackie een sigaret op te steken, maar kan geen lucifers vinden. Dan ziet hij sigaretenrook bij de spiegel vandaan komen. In de spiegel ziet hij niet gewoon zijn spiegelbeeld, maar een compleet andere versie van zichzelf. De Jackie in de spiegel is sterk en zelfverzekerd. Jackie raakt wat aan de praat met zijn spiegelbeeld en krijgt te horen wat voor slechte wending zijn leven genomen heeft; hij luistert enkel nog naar anderen, maar niet langer naar zichzelf.
George keert terug en is razend dat Jackie niet gedaan heeft wat hij moest doen. Jackie reageert stug met de opmerking dat hij ontslag neemt en verkoopt de verbaasde George een dreun. George vertrekt geschrokken. Vervolgens belt Jackie een piccolo om uit te checken. Vlak voor hij vertrekt, draait hij zich om naar de spiegel zodat de kijker kan zien dat de zenuwachtige Jackie en zijn zelfverzekerde alter ego van plek hebben gewisseld. De zelfverzekerde Jackie zegt de zenuwachtige Jackie dat hij wat veranderingen zal gaan aanbrengen in hun leven.

### Slot
Exit Mr. John Rhoades, formerly a reflection in a mirror, a fragment of someone else's conscience, a wishful thinker made out of glass, but now made of flesh and on his way to join the company of men. Mr. John Rhoades, with one foot through the door and one foot out of the Twilight Zone.
— Rod Serling

## Rolverdeling
- Joe Mantell : Jackie Rhoades
- William D. Gordon : George

## Trivia
- De afleveringen "The Last Night of a Jockey" en "Shatterday" bevatten een soortgelijke plot.
- De aflevering werd geparodieerd in de serie Married... with Children. In de betreffende aflevering ontmoet Bud Bundy zijn tegenpool uit de spiegel, die meteen zijn leven overneemt.